# قائمة النظم القانونية الوطنية

خريطة توضح النظم القانونية المستخدمة
قانون مدني
قانون عام
قانون العرف
قانون إسلامي (شريعة، فقه)
قانون يهودي (هالاخاه)

تستند النظم القانونية الوطنية المعاصرة بشكل عام إلى أحد الأنظمة الأساسية الأربعة: القانون المدني، والقانون العام، والقانون العرفي، والقانون الديني، أو مزيج من هذه الأنظمة. ومع ذلك، يتشكل النظام القانوني لكل بلد من خلال تاريخه الفريد وبالتالي فهو يتضمن الاختلافات الفردية. يُطلق على العلم الذي يدرس القانون على مستوى الأنظمة القانونية القانون المقارن.
يمكن اعتبار كل من أنظمة القانون المدني (المعروف أيضًا باسم الروماني) وأنظمة القانون العام الأكثر انتشارًا في العالم: القانون المدني لأنه الأكثر انتشارًا من خلال الكتلة الأرضية والسكان بشكل عام، والقانون العام لأنه يستخدم من قبل أكبر عدد من الناس مقارنة بأي نظام قانون مدني واحد.